# Silvestre Vélez de Escalante
Silvestre Vélez de Escalante (* 1750 in Trenceño, Spanien; † 1780 nahe Mexiko-Stadt) war ein spanischer Franziskaner, der im 18. Jahrhundert als Missionar und Entdecker im Südwesten der heutigen USA wirkte.

## Leben
Der als Missionar tätige Escalante unternahm Reisen durch den Südwesten der USA, über die er Aufzeichnungen verfasste. Unter diesen Reisen ist die im Jahr 1776 durchgeführte Dominguez-Escalante-Expedition die bekannteste. Zusammen mit seinem Oberen Francisco Atanasio Domínguez, dem Kartographen Bernardo Miera y Pacheco und acht anderen Reisebegleitern verließ Escalante Santa Fe im heutigen New Mexico mit dem Ziel Monterey im heutigen Kalifornien, das sie allerdings nicht erreichten. Vielmehr kehrte die Gruppe, nachdem sie durch den Südwesten des heutigen Colorados das heutige Utah gezogen war, über das heutige Arizona nach Santa Fe zurück. Im Zuge der Reise stießen sie unter anderem auf den östlichen Rand des Grand Canyons und durchquerten das unwegsame El Malpais im heutigen New Mexico. Die Expeditionsteilnehmer waren vermutlich die ersten Europäer, die Utah erreichten.

## Namensgeber
Nach Escalante sind der Escalante River und die Escalante-Wüste in Utah sowie die gleichfalls in Utah gelegene Stadt Escalante benannt.